# Wolekleskarspitze
Il   Wolekleskarspitze  (anche Wolekleskarspitze, Woleckleskarspitze o Wolecklesspitze) è una montagna alta 2.522 m sopra il livello del mare, sita nelle Alpi dell'Algovia, nella Catena montuosa dell'Hornbach, nello stato federale austriaco del Tirolo, in Austria.  È una vetta sussidiaria del Bretterspitze nella catena dell'Hornbach delle Alpi dell'Algovia.  La vetta di riferimento (Line Parent) è il Sattelkarspitze. Il riferimento dominante è il Gliegerkarspitze, più vicino.Il Woleggleskarspitze sorge accanto al Sattelkarspitze, al Gliegerkarspitze e all'Hintere Jungfrauenspitze presso Häselgehr e Elbigenalp.

## Accesso
Il punto di partenza è dal ponte sul fiume Lech a Häselgehr si segue la strada lungo la riva nord fino a poco prima dei garage siti sul lato sinistro del sentiero. Una strada forestale che attraversa un breve tratto di bosco (appena prima dei garage) segna l'inizio del tour. La salita avviene inizialmente lungo pendii aperti, spesso utilizzati come piste da sci, fino a raggiungere, dopo una traversata quasi pianeggiante, il rifugio di caccia Hagler. Qui l'Haglertal inizia nuovamente a salire, seguendo il fondovalle aperto fino a circa 1.500 m di altitudine. Si prosegue attraverso l'Haglertal fino a raggiungere il Luxnacher Sattel. Ora si supera il punto 2.176 m e si prosegue verso il Woleckleskar, salendo prima in diagonale sul ripido pendio della vetta e, tenendosi sulla destra, raggiungendo una piccola intaglio a sud della vetta che è raggiungibile a piedi in pochi minuti.